# Шорт-трек на зимових Азійських іграх 1986
Змагання з шорт-треку на зимових Азійських Іграх 1986 проводилися в гімназії Мікахо, у Саппоро (Японія) з 5 по 6 березня. Загалом було розіграно 24 медалі.

## Медалісти
Чоловіки
| Дисципліна | Золото                | Срібло                  | Бронза                      |
| ---------- | --------------------- | ----------------------- | --------------------------- |
| 500 м      | Кенічі Сугіо Японія   | Тошінобу Кавай Японія   | Кім Чанг Ван Північна Корея |
| 1000 м     | Юїчі Акасака Японія   | Тацуйоші Ішінара Японія | Кім Чанг Ван Північна Корея |
| 1500 м     | Тошінобу Кавай Японія | Тацуйоші Ішінара Японія | Кім Кі Хон Південна Корея   |
| 3000 м     | Юїчі Акасака Японія   | Тацуйоші Ішінара Японія | На Ун Сеоп Південна Корея   |

Жінки
| Дисципліна | Золото                 | Срібло                  | Бронза                      |
| ---------- | ---------------------- | ----------------------- | --------------------------- |
| 500 м      | Еїко Шіші Японія       | Юміко Ямада Японія      | Лім Хіон Сук Південна Корея |
| 1000 м     | Хіромі Такеучі Японія  | Ю Бу Вон Південна Корея | Лі Хюн Джунг Південна Корея |
| 1500 м     | Маріко Кіношіта Японія | Хіромі Такеучі Японія   | Ю Бу Вон Південна Корея     |
| 3000 м     | Еїко Шіші Японія       | Ю Бу Вон Південна Корея | Хіромі Такеучі Японія       |

## Таблиця медалей
| Місце                      | Країна         | Золото | Срібло | Бронза | Загалом |
| -------------------------- | -------------- | ------ | ------ | ------ | ------- |
| 1                          | Японія         | 8      | 6      | 1      | 14      |
| 2                          | Південна Корея | 0      | 2      | 5      | 8       |
| 3                          | Північна Корея | 0      | 0      | 2      | 2       |
| Разом                      | Разом          | 8      | 8      | 8      | 24      |
| Примітка: приймаюча країна |                |        |        |        |         |

## Результати

### Чоловіки

#### 500 м
5 березня
| Місце | Атлет                       | Час   |
| ----- | --------------------------- | ----- |
| 1     | Кенічі Сугіо Японія         | 47.83 |
| 2     | Тошінобу Кавай Японія       | 47.84 |
| 3     | Кім Чанг Ван Північна Корея | 48.06 |

#### 1000 м
6 березня
| Місце | Атлет                       | Час     |
| ----- | --------------------------- | ------- |
| 1     | Юїчі Акасака Японія         | 1:42.36 |
| 2     | Тацуйоші Ішінара Японія     | 1:42.55 |
| 3     | Ядзухіко Хонма Японія       | 1:42.74 |
| 3     | Кім Чанг Ван Північна Корея | 1:43.02 |

#### 1500 м
5 березня
| Місце | Атлет                     | Час     |
| ----- | ------------------------- | ------- |
| 1     | Тошінобу Кавай Японія     | 2:37.93 |
| 2     | Тацуйоші Ішінара Японія   | 2:37.98 |
| 3     | Кім Кі Хон Південна Корея | 2:38.50 |

#### 3000 м
6 березня
| Місце | Атлет                     | Час     |
| ----- | ------------------------- | ------- |
| 1     | Юїчі Акасака Японія       | 5:58.93 |
| 2     | Тацуйоші Ішінара Японія   | 6:00.06 |
| 3     | Ядзухіко Хонма Японія     | 1:49.63 |
| 3     | На Ун Сеоп Південна Корея | 6:04.61 |

### Жінки

#### 500 м
5 березня
| Місце | Атлет                       | Час   |
| ----- | --------------------------- | ----- |
| 1     | Еїко Шіші Японія            | 51.44 |
| 2     | Юміко Ямада Японія          | 51.63 |
| 3     | Лім Хіон Сук Південна Корея | 52.18 |

#### 1000 м
6 березня
| Місце | Атлет                       | Час     |
| ----- | --------------------------- | ------- |
| 1     | Хіромі Такеучі Японія       | 1:49.24 |
| 2     | Ю Бу Вон Південна Корея     | 1:49.26 |
| 3     | Лі Хюн Джунг Південна Корея | 1:49.63 |

#### 1500 м
5 березня
| Місце | Атлет                   | Час     |
| ----- | ----------------------- | ------- |
| 1     | Маріко Кіношіта Японія  | 2:48.14 |
| 2     | Хіромі Такеучі Японія   | 2:48.33 |
| 3     | Ю Бу Вон Південна Корея | 2:48.34 |

#### 3000 м
6 березня
| Місце | Атлет                   | Час     |
| ----- | ----------------------- | ------- |
| 1     | Еїко Шіші Японія        | 5:51.02 |
| 2     | Ю Бу Вон Південна Корея | 5:51.08 |
| 3     | Хіромі Такеучі Японія   | 5:51.19 |